# Strumieniakowate

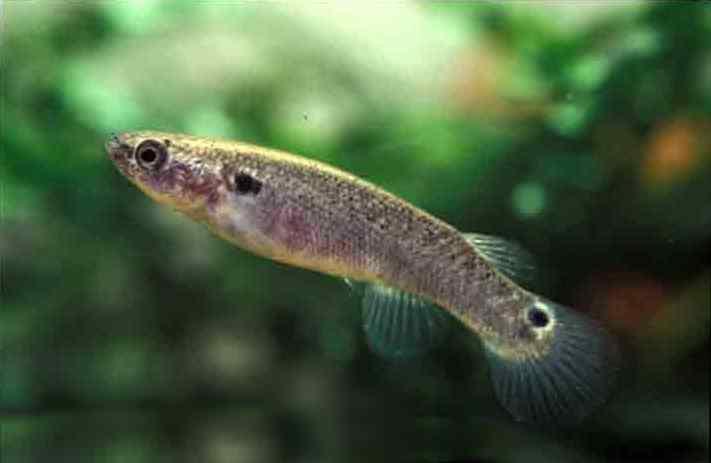
Strumieniak marmurkowy (Kryptolebias marmoratus) jest hermafrodytą

Strumieniakowate (Rivulidae) – rodzina niedużych ryb karpieńcokształtnych (Cyprinodontiformes), czasami zaliczana była w randze podrodziny Rivulinae do szczupieńczykowatych (Aplocheilidae).

## Występowanie
Wody słodkie, rzadko słonawe, obydwu kontynentów amerykańskich – od Florydy przez Amerykę Środkową do Urugwaju i północno-wschodniej Argentyny.

## Charakterystyka
Większość z nich osiąga kilka centymetrów długości, największe – do 20 cm. Wiele gatunków strumieniakowatych to cenione ryby akwariowe. Są wśród nich smukłe, żyjące w wartkim nurcie strumieniaki oraz zagrzebce i wachlarki, których ikra wymaga przesuszenia.

## Systematyka
Rodzina obejmuje ponad 230 gatunków opisanych naukowo oraz wiele odkrytych, oczekujących na opisanie. Najliczniejsze w gatunki są rodzaje Rivulus i Simpsonichthys. Rodzajem typowym rodziny jest Rivulus

## Klasyfikacja
Rodzaje zaliczane do tej rodziny:
Anablepsoides — Aphyolebias — Atlantirivulus  — Austrofundulus — Austrolebias — Campellolebias — Cynodonichthys — Cynolebias — Cynopoecilus — Hypsolebias  — Kryptolebias — Laimosemion  — Leptolebias — Llanolebias — Maratecoara — Melanorivulus  — Micromoema — Millerichthys — Moema — Nematolebias — Neofundulus — Notholebias — Ophthalmolebias — Papiliolebias — Pituna — Plesiolebias — Prorivulus — Pterolebias — Rachovia — Renova — Rivulus — Simpsonichthys — Stenolebias — Terranatos — Trigonectes